# 159-й гвардейский истребительный авиационный полк
159-й гвардейский истребительный авиационный полк (152 иап) — тактическое формирование Воздушно-космических сил Российской Федерации. Принимает участие во вторжении на Украину. Находится в составе 105-й гвардейской смешанной авиационной дивизии.

## История
Полк создан на аэродроме Бесовец в 2013 году из авиационной группы 7000-й гвардейской авиационной Борисовской, Померанской, дважды Краснознаменной, ордена Суворова базы вместе с воссозданием 105-й гвардейской смешанной авиационной дивизии. 
В 2016 году перевооружён на истребители 4 поколения Су-35С.

## Награды
- Почётное наименование «гвардейский» (27 сентября 2023 года) — «за массовый героизм и отвагу, стойкость и мужество, проявленные личным составом полка в боевых действиях по защите Отечества и государственных интересов в условиях вооружённых конфликтов»[2]